# Great Tuna
Great Tuna (eigene Schreibweise: Great Tuna!) war eine Alternative-Rock-Band aus Detmold in Nordrhein-Westfalen. Gründer und Kopf war der ehemalige Sänger und Gitarrist der Speed Niggs, Christopher Uhe.

## Geschichte
Die Band war ein Side-Project von Christopher Uhe, der parallel in den Bands Locust Fudge und Sharon Stoned, einer Nachfolgeband der Speed Niggs, spielte. Bekannt wurde Great Tuna als Vorgruppe der britischen Band Oasis auf deren erster Deutschlandtour im November 1994.
Bis auf wenige Ausnahmen sind die Songs des ersten und einzigen Albums Mattanza eingängig, durchhörbar und wirken fast poppig. Stücke wie Lovely Soul oder Love is like a Train erinnern an amerikanische Bands wie die Counting Crows oder  Soul Asylum und haben durchaus Hitqualitäten.
Das Album enthält mit To a Friend und Philippe#2 zwei Songs, die in anderen Versionen auch auf Veröffentlichungen der Bands Sharon Stoned und Locust Fudge zu hören sind. Eine typische Arbeitsweise des Songwriters Christopher Uhe.
Als Gastmusiker sind auf Mattanza unter anderem Markus Krüger von Maria Perzil und Dirk Dresselhaus von den Hip Young Things zu hören.

## Diskografie
- 1994: Mattanza (Langstrumpf Records)